# Austronéské jazyky

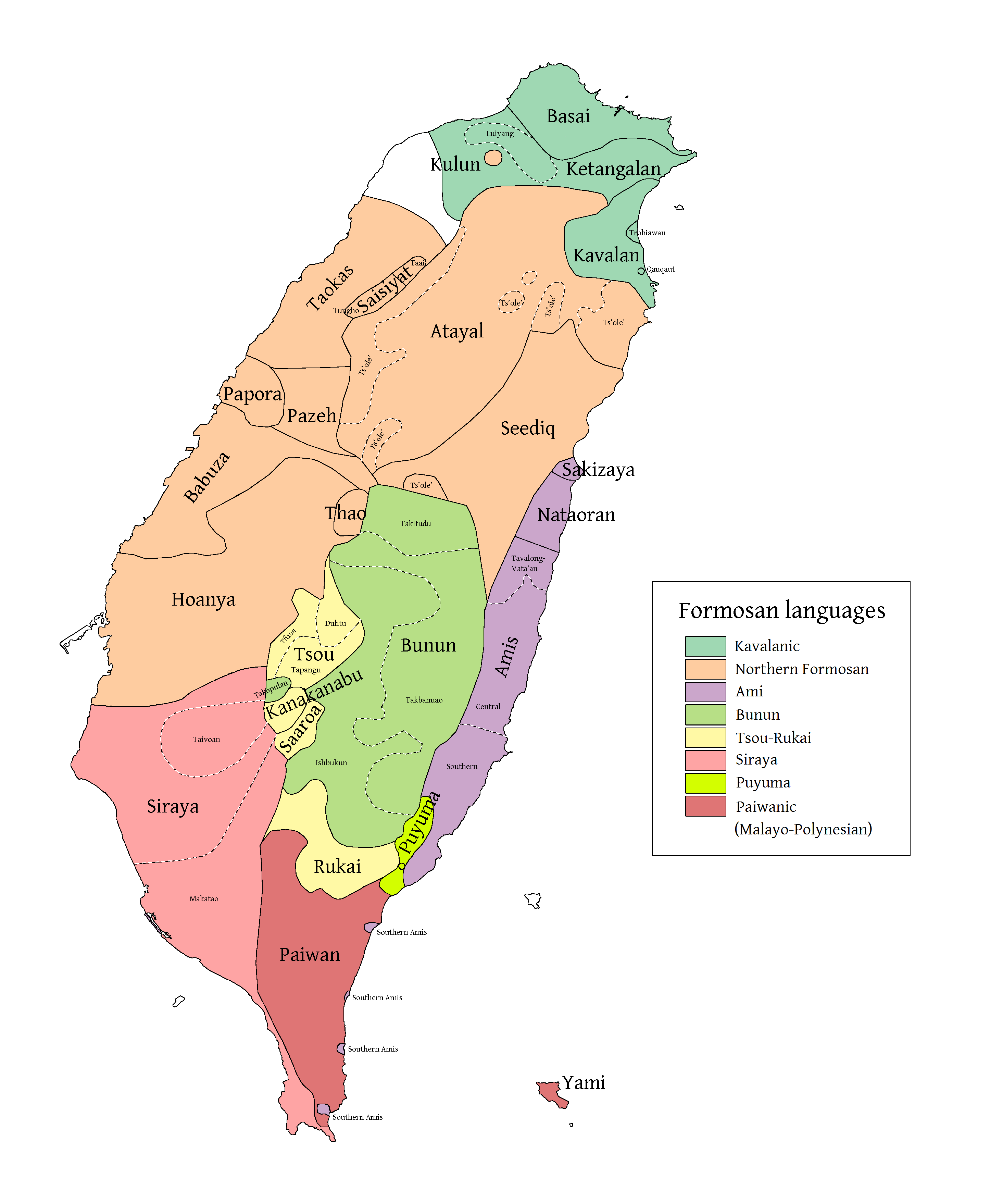
Austronéské jazyky na Tchaj-wanu před počátkem čínské kolonizace (podle Austronesian Basic Vocabulary Database (2008))

Austronéská jazyková rodina je jednou z hlavních světových jazykových rodin. Jazyky do ní náležícími se hovoří především na ostrovech jihovýchodní Asie, na Madagaskaru, na Novém Zélandu a v Oceánii. Pravlast těchto jazyků je na Tchaj-wanu, kde se proto také nachází většina jazykových větví této rodiny. Drtivá většina austronéských jazyků i mluvčích ovšem přísluší k malajsko-polynéské skupině, jež vychází z pajwanské větve tchajwanských jazyků.
Jedna z největších námořních migračních vln, během níž se austronéské jazyky rozšířily z Tchaj-wanu na ostrovy Tichého i Indického oceánu, započala pravděpodobně zhruba 4 tisíce let př. n. l. a završila se až v 8. století, kdy Maorové dorazili na Nový Zéland. Na samotném Tchaj-wanu jsou domorodé austronéské jazyky vytlačovány čínštinou, ovšem jazyky malajsko-polynéské větve patří naopak mezi nejpoužívanější jazyky světa. Například indonéština je úředním jazykem v Indonésii a jako dorozumívací jazyk ji používá až 200 milionů mluvčích, javánštinu používá jako rodný jazyk kolem 80 milionů mluvčích.
Spekuluje se o vzdálenější příbuznosti s austroasijskou jazykovou rodinou, případně i s rodinami hmong-mien a tajsko-kedajskou, s nimiž by mohly tvořit austrickou jazykovou nadrodinu.

## Dělení

### Moderní dělení
Podle novějších systémů austronéské jazyky rozšířené mimo Tchaj-wan patří do malajsko-polynéské větve, zatímco formosanské (tchajwanské) jazyky tvoří několik samostatných větví. Jejich dělení se v jednotlivých systémech poněkud odlišuje:

#### Podle Austronesian Basic Vocabulary Database (2008)
Podle ABVD se dělí na 8 základních větví, přičemž malajsko-polynéské jazyky jsou podskupinou paiwanských:
- Severoformosanské jazyky (Tchaj-wan)
  - Atayalské jazyky
  - Pazeh
  - Saisiyat
  - Formosanské jazyky západních rovin
  - Thao
- Kavalanské jazyky (Tchaj-wan)
- Amiské jazyky (Tchaj-wan)
- Siraya (Tchaj-wan)
- Bunun (Tchaj-wan)
- Puyuma (Tchaj-wan)
- Tsou-rukaiské jazyky (Tchaj-wan)
  - Tsouské jazyky (Tchaj-wan)
  - Rukai (Tchaj-wan)
- Paiwanské jazyky (Tchaj-wan)
  - Paiwanština (Tchaj-wan)
  - Malajsko-polynéské jazyky (ostatní)Pravděpodobný postup šíření austronéských jazyků

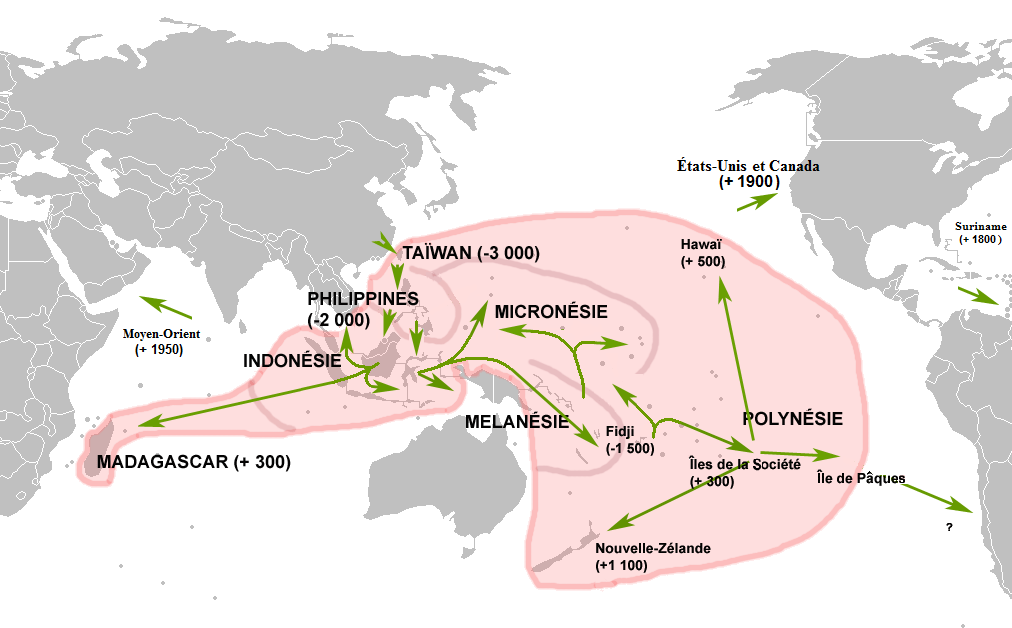
Pravděpodobný postup šíření austronéských jazyků

    - Sulu-filipínské jazyky (například filipínština)
    - Indo-melanéské jazyky (například indonéština, javánština, maorština)

#### Podle Ethnologue.com
Podle serveru Ethnologue se dělí na 11 základních větví a malajsko-polynéské jazyky jsou jednou z nich:
- Atayalské jazyky (Tchaj-wan)
- Formosanské jazyky (Tchaj-wan)
  - Paiwanické jazyky (Pazeh)
- Severozápadoformosanské jazyky (Saisiyat) (Tchaj-wan)
- Formosanské jazyky západních rovin (Tchaj-wan)
  - Babuza
  - Thao
- Východoformosanské jazyky (Tchaj-wan)
  - Severní (kavalanské jazyky)
  - Střední (amiské jazyky)
  - Jihozápadní (siraya)
- Bunun (Tchaj-wan))
- Puyuma (Tchaj-wan)
- Tsouské jazyky (Tchaj-wan)
- Rukai (Tchaj-wan)
- Paiwanština (Tchaj-wan)
- Malajsko-polynéské jazyky (ostatní)

### Tradiční dělení
V dnes již zastaralém tradičnějším dělení tvoří jednotlivé formosanské větve pouze podskupinu západoaustronéských jazyků:
- Západní skupina
  - indonéské jazyky
    - indonéština (bahasa Indonesia)
    - malajština (bahasa Melayu)
    - malajsiština (bahasa Malaysia)
    - minangkabauština
    - atežština (bahasa Aceh)
    - batačtina
    - dajacké jazyky
    - javánština (basa Jawa, cara Jawi)
    - sundština
    - madurština
    - balijština
    - sasačtina
    - bavština
    - bugijština
    - makasarština
    - tagalština-filipínština (Tagalog, Tagal, Pilipino)
    - kavalanština (Tchaj-wan)
    - severoformosanština (Tchaj-wan)
    - amisština (Tchaj-wan)
    - bununština (Tchaj-wan)
    - tsou-rukaiština (Tchaj-wan)
    - sirajaština (Tchaj-wan)
    - pujumština (Tchaj-wan)
    - paiwanština (Tchaj-wan)
    - visajština
    - ilokština
    - malgaština (fiteny Malagasy)
    - kokota

- Východní skupina
  - melanéské jazyky
    - fidžijština (Viti)
    - rotumština
    - mola
    - vanuatuština

  - mikronéské jazyky
    - chamorro
    - nauruština
    - palauština
    - japština
    - trukština
    - karolínština
    - ponapeština
    - maršalština
    - gibertština

  - polynéské jazyky
    - havajština
    - tahitština
    - maorština
    - samojština[4]
    - futuna
    - tongánština (tonžšitna)
    - tuvalština
    - rorotongánština